# Morgen, Kinder, wird's was geben
Morgen, Kinder, wird's was geben, conosciuto originariamente come Die Weihnachtsfreude, è un tradizionale canto natalizio tedesco, il cui testo è apparso alla  fine del XVIII secolo e può essere accompagnato da due diverse melodie.

## Storia
Il testo del brano trae forse origine da Morgen! Morgen wird's was geben!, un canto popolare di autore anomimo diffusosi nel 1780.  Quindici anni dopo, il testo apparve in forma di poesia redatta da Karl Friedrich Splittegarb con il titolo Die Weihachtsfreude nella raccolta Lieder zur Bildung des Herzens.
In seguito, nel 1805, il testo, originariamente composta da sette strofe, venne messo per la prima volta in musica da Carl Gottlieb Hering.
Nel 1885, il brano apparve con il titolo Weihnachten nella raccolta, redatta da Gustav Wustmann Als der Großvater die Großmutter nahm. Ein Liederbuch für altmodische Leute. Nella raccolta le originarie sette strofe vennero ridotte a cinque.

## Testo

Il testo è di carattere laico e parla della gioia dei bambini nel ricever doni la mattina di Natale. Le prime tre strofe della versione originaria redatta da Karl Friedrich Splittegarb recitano :
Morgen, Kinder, wirds was geben!

Morgen werden wir uns freun!

Welche Wonne, welches Leben

Wird in unserm Hause seyn;

Einmal werden wir noch wach,

Heysa, dann ist Weihnachtstag!

Wie wird dann die Stube glänzen

Von der großen Lichterzahl!

Schöner, als bey frohen Tänzen

Ein geputzter Kronensaal.

Wißt ihr noch, wie vor'ges Jahr

Es am heil'gen Abend war

Wißt ihr noch mein Räderpferdchen?

Malchens nette Schäferinn?

Jettchens Küche mit dem Herdchen,

Und dem blankgeputzten Zinn?

Heinrichs bunten Harlekin

Mit der gelben Violin?

[...]

## Versioni
Il brano è stato eseguito da artisti quali Jonas Kaufmann, Wenke Myre, Ireen Sheer, Willy Schneider, ecc.
Nel 2005, la cantante tedesca Sarah Connor ha inciso una versione del brano in lingua inglese intitolata Come Together ed inclusa nel suo album natalizio Christmas in My Heart.